# RKC Waalwijk
RKC Waalwijk este un club de fotbal din Waalwijk, Țările de Jos care evoluează în Eredivisie.